# Anders Sandberg (präst)
Anders Sandberg, född 24 januari 1797 i Torsås socken, Småland, död 17 juli 1876 i Köpenhamn, var en svensk präst och riksdagsman. Far till riksdagsmannen Johan Sandberg.
Anders Sandberg kom från ett fattigt arbetarhem. Han blev student vid Lunds universitet 1816, där han 1823 promoverades till filosofie magister (primus) och sedermera tjänstgjorde som docent i fysik. Han utnämndes 1825 till lektor i teologi i Kalmar, 1831 till kyrkoherde i Madesjö i Kalmar stift och 1845 till teologie doktor samt blev 1838 kontraktsprost. 
Sandberg deltog vid alla riksdagar 1840-1866 som ledamot i prästeståndet och var flera gånger statsrevisor. Eftersom han var sparsamhetsivrare, blev han på sina håll misstänkt för liberala tendenser. Att detta dock var ett misstag, framgick bl. a. av den ihärdighet, varmed han bekämpade varje på samfällda val byggt representationsförslag. I det sista sökte han mota 1865 års avskaffande av ståndsrikdagen genom att genomdriva, att prästeståndet skulle avvakta adelns beslut, innan det gick att fatta sitt eget. Han var ledamot av 1868 års kyrkomöte. Sandberg var en hängiven anhängare av den äldre nykterhetsrörelsen. Han var aktiv politiker och nykterhetsivrare i kretsen kring Peter Wieselgren, i Kalmar stift var han en välkänd väckelsepräst med medveten kyrklig hållning.